# Jasin-Amin Assehnoun
Jasin-Amin Assehnoun (Tampere, 26 dicembre 1998) è un calciatore finlandese, centrocampista del Volo.

## Caratteristiche tecniche
È un esterno sinistro.

## Carriera

### Club
Cresciuto nel settore giovanile dell'Espoo, debutta in prima squadra il 21 giugno 2017 in occasione dell'incontro di Kakkonen perso 3-1 contro il SalPa; nel 2018 viene ceduto a titolo definitivo al Lahti.

### Nazionale
Ha giocato nella nazionale finlandese Under-21.
Il 19 maggio 2021 viene incluso nella lista dei 26 pre-convocati in vista del campionato europeo 2020 e 10 giorni più tardi fa il suo esordio ufficiale giocando da titolare l'amichevole persa 2-0 contro la Svezia.

## Statistiche

### Presenze e reti nei club
Statistiche aggiornate al 29 maggio 2021.
| Stagione        | Squadra         | Campionato      | Campionato | Campionato | Coppe nazionali | Coppe nazionali | Coppe nazionali | Coppe continentali | Coppe continentali | Coppe continentali | Altre coppe | Altre coppe | Altre coppe | Totale | Totale |
| Stagione        | Squadra         | Comp            | Pres       | Reti       | Comp            | Pres            | Reti            | Comp               | Pres               | Reti               | Comp        | Pres        | Reti        | Pres   | Reti   |
| --------------- | --------------- | --------------- | ---------- | ---------- | --------------- | --------------- | --------------- | ------------------ | ------------------ | ------------------ | ----------- | ----------- | ----------- | ------ | ------ |
| 2017            | Espoo           | Y               | 22         | 3          | CF              | 0               | 0               |                    | -                  | -                  |             | -           | -           | 22     | 3      |
| 2018            | Espoo           | Y               | 13         | 8          | CF              | 0               | 0               |                    | -                  | -                  |             | -           | -           | 13     | 8      |
| 2018            | Lahti           | VL              | 10         | 0          | CF              | 0               | 0               |                    | -                  | -                  |             | -           | -           | 10     | 0      |
| 2019            | Lahti           | VL              | 27         | 3          | CF              | 7               | 3               |                    | -                  | -                  |             | -           | -           | 34     | 6      |
| 2020            | Lahti           | VL              | 22         | 9          | CF              | 8               | 3               |                    | -                  | -                  |             | -           | -           | 30     | 12     |
| 2021            | Lahti           | VL              | 4          | 2          | CF              | 3               | 2               |                    | -                  | -                  |             | -           | -           | 7      | 4      |
| Totale carriera | Totale carriera | Totale carriera | 98         | 25         |                 | 18              | 8               |                    | -                  | -                  |             | -           | -           | 116    | 33     |

### Cronologia presenze e reti in nazionale
| Cronologia completa delle presenze e delle reti in nazionale ― Finlandia | Cronologia completa delle presenze e delle reti in nazionale ― Finlandia | Cronologia completa delle presenze e delle reti in nazionale ― Finlandia | Cronologia completa delle presenze e delle reti in nazionale ― Finlandia | Cronologia completa delle presenze e delle reti in nazionale ― Finlandia | Cronologia completa delle presenze e delle reti in nazionale ― Finlandia | Cronologia completa delle presenze e delle reti in nazionale ― Finlandia | Cronologia completa delle presenze e delle reti in nazionale ― Finlandia |
| Data                                                                     | Città                                                                    | In casa                                                                  | Risultato                                                                | Ospiti                                                                   | Competizione                                                             | Reti                                                                     | Note                                                                     |
| ------------------------------------------------------------------------ | ------------------------------------------------------------------------ | ------------------------------------------------------------------------ | ------------------------------------------------------------------------ | ------------------------------------------------------------------------ | ------------------------------------------------------------------------ | ------------------------------------------------------------------------ | ------------------------------------------------------------------------ |
| 29-5-2021                                                                | Solna                                                                    | Svezia                                                                   | 2 – 0                                                                    | Finlandia                                                                | Amichevole                                                               | -                                                                        | 46’                                                                      |
| 1-9-2021                                                                 | Helsinki                                                                 | Finlandia                                                                | 0 – 0                                                                    | Galles                                                                   | Amichevole                                                               | -                                                                        | 46’                                                                      |
| Totale                                                                   |                                                                          | Presenze                                                                 | 2                                                                        |                                                                          | Reti                                                                     | 0                                                                        |                                                                          |

## Palmarès

### Club

#### Competizioni nazionali
- Eerste Divisie: 1

Emmen: 2021-2022